# Jan Cwirz
Jan Cwirz (28. srpna 1924 Ostrava – 15. října 1954 Věznice Pankrác) byl český student, poddůstojník Ruské osvobozenecké armády, nejprve protinacistický odbojář a posléze konfident gestapa odsouzený komunistickým režimem k trestu smrti a v roce 1954 popraven.

## Životopis
Narodil se v roce 1924 v Ostravě. V mládí studoval průmyslovou školu ve Vítkovicích. Před německou okupací Československa byl členem KSČ.
Za Protektorátu byl v prosinci 1942 (podle některých zdrojů již v prosinci 1941) zatčen, když došlo k hromadnému zatčení protinacistických odbojářů. Brzy po zatčení se stal konfidentem gestapa. Působil přitom hlavně na území Moravské Ostravy. Podílel se mj. na odhalování a udávání protinacistických odbojářů komunistického smýšlení, často právě bývalých členů KSČ, jímž byl i on sám. Vězněné osoby přitom fyzicky sám mučil. Později se přesunul do Brna. Celkem se podílel na odsouzení a následné popravě 127 osob. Ke konci druhé světové války pak spolupracoval jak s gestapem, tak protinacistickým odbojem. Na jaře 1945 byla ovšem skutečnost, že spolupracuje i s odbojáři, nacisty odhalena. Cwirz nakonec nebyl popraven, neboť krátce před nadcházející popravou vypuklo Pražské povstání, jehož se sám jako povstalec zúčastnil.
Se svou přítelkyní posléze odešel do Sovětského svazu s cílem získání politického azylu, který se mu získat podařilo. V prosinci 1953 byl odvezen zpět do Československa, kde byl nedlouho poté prozrazen a následně za trestné činy vojenské zrady a obecné ohrožení odsouzen k trestu smrti. Popraven byl v říjnu 1954.